# Mönchengladbach Wolfpack
I Mönchengladbach Wolfpack sono una squadra di football americano di Mönchengladbach, in Germania, fondata nel 2011. La sezione maschile milita in Verbandsliga NRW West, mentre la sezione femminile ha partecipato alla Queen's Football League 2019, il massimo campionato nazionale olandese.

## Dettaglio stagioni

### Tornei nazionali

#### Campionato

##### QFL
| Stagione | regular season | regular season | regular season | regular season | regular season | regular season | playoff | playoff | playoff | playoff | playoff | playoff     | playoff        |
|          | Vin            | Par            | Per            | Tot            | PF             | PS             | Vin     | Per     | Tot     | PF      | PS      | risultato   | avversaria     |
| -------- | -------------- | -------------- | -------------- | -------------- | -------------- | -------------- | ------- | ------- | ------- | ------- | ------- | ----------- | -------------- |
| 2019     | -              | -              | -              | -              | -              | -              | 1       | 0       | 1       | 18      | 0       | Campionesse | Amsterdam Cats |
| Totale   | -              | -              | -              | -              | -              | -              | 1       | 0       | 1       | 18      | 0       |             |                |

Fonti: Enciclopedia del Football - A cura di Roberto Mezzetti

##### DBL2
| Stagione | regular season | regular season | regular season | regular season | regular season | regular season | playoff | playoff | playoff | playoff | playoff | playoff   | playoff    |
|          | Vin            | Par            | Per            | Tot            | PF             | PS             | Vin     | Per     | Tot     | PF      | PS      | risultato | avversaria |
| -------- | -------------- | -------------- | -------------- | -------------- | -------------- | -------------- | ------- | ------- | ------- | ------- | ------- | --------- | ---------- |
| 2017     | 0              | 0              | 6              | 6              | 24             | 199            | -       | -       | -       | -       | -       | -         | -          |
| Totale   | 0              | 0              | 6              | 6              | 24             | 199            | -       | -       | -       | -       | -       |           |            |

Fonti: Enciclopedia del Football - A cura di Roberto Mezzetti

##### Regionalliga (terzo livello femminile)
| Stagione | regular season | regular season | regular season | regular season | regular season | regular season | playoff | playoff | playoff | playoff | playoff | playoff   | playoff    |
|          | Vin            | Par            | Per            | Tot            | PF             | PS             | Vin     | Per     | Tot     | PF      | PS      | risultato | avversaria |
| -------- | -------------- | -------------- | -------------- | -------------- | -------------- | -------------- | ------- | ------- | ------- | ------- | ------- | --------- | ---------- |
| 2018     | 9              | 0              | 1              | 10             | 324            | 86             | -       | -       | -       | -       | -       | -         | -          |
| 2019     | 5              | 0              | 0              | 5              | 158            | 18             | -       | -       | -       | -       | -       | -         | -          |
| Totale   | 14             | 0              | 1              | 15             | 482            | 104            | -       | -       | -       | -       | -       |           |            |

Fonti: Enciclopedia del Football - A cura di Roberto Mezzetti

##### Oberliga (quarto livello)
| Stagione | regular season | regular season | regular season | regular season | regular season | regular season | playoff | playoff | playoff | playoff | playoff | playoff   | playoff    |
|          | Vin            | Par            | Per            | Tot            | PF             | PS             | Vin     | Per     | Tot     | PF      | PS      | risultato | avversaria |
| -------- | -------------- | -------------- | -------------- | -------------- | -------------- | -------------- | ------- | ------- | ------- | ------- | ------- | --------- | ---------- |
| 2014     | 3              | 0              | 7              | 10             | 139            | 208            | -       | -       | -       | -       | -       | -         | -          |
| 2015     | 1              | 0              | 9              | 10             | 50             | 196            | -       | -       | -       | -       | -       | -         | -          |
| 2016     | 4              | 1              | 5              | 10             | 133            | 134            | -       | -       | -       | -       | -       | -         | -          |
| 2017     | 4              | 0              | 6              | 10             | 162            | 195            | -       | -       | -       | -       | -       | -         | -          |
| Totale   | 12             | 1              | 27             | 40             | 484            | 733            | -       | -       | -       | -       | -       |           |            |

Fonti: Enciclopedia del Football - A cura di Roberto Mezzetti

##### Verbandsliga (quinto livello)
| Stagione | regular season | regular season | regular season | regular season | regular season | regular season | playoff | playoff | playoff | playoff | playoff | playoff   | playoff    |
|          | Vin            | Par            | Per            | Tot            | PF             | PS             | Vin     | Per     | Tot     | PF      | PS      | risultato | avversaria |
| -------- | -------------- | -------------- | -------------- | -------------- | -------------- | -------------- | ------- | ------- | ------- | ------- | ------- | --------- | ---------- |
| 2013     | 7              | 2              | 1              | 10             | 257            | 72             | -       | -       | -       | -       | -       | -         | -          |
| 2018     | 4              | 1              | 5              | 10             | 171            | 120            | -       | -       | -       | -       | -       | -         | -          |
| 2019     | 8              | 0              | 2              | 10             | 142            | 53             | -       | -       | -       | -       | -       | -         | -          |
| Totale   | 19             | 3              | 8              | 30             | 570            | 245            | -       | -       | -       | -       | -       |           |            |

Fonti: Enciclopedia del Football - A cura di Roberto Mezzetti

##### Landesliga (sesto livello)
| Stagione | regular season | regular season | regular season | regular season | regular season | regular season | playoff | playoff | playoff | playoff | playoff | playoff   | playoff    |
|          | Vin            | Par            | Per            | Tot            | PF             | PS             | Vin     | Per     | Tot     | PF      | PS      | risultato | avversaria |
| -------- | -------------- | -------------- | -------------- | -------------- | -------------- | -------------- | ------- | ------- | ------- | ------- | ------- | --------- | ---------- |
| 2012     | 8              | 1              | 1              | 10             | 288            | 36             | -       | -       | -       | -       | -       | -         | -          |
| Totale   | 8              | 1              | 1              | 10             | 288            | 36             | -       | -       | -       | -       | -       |           |            |

Fonti: Enciclopedia del Football - A cura di Roberto Mezzetti

### Riepilogo fasi finali disputate
| Anno             | Luogo     | Evento                  | Fase del torneo | Incontro                                         | Risultato |
| 15 dicembre 2019 | Rotterdam | Queen's Football League | Queen's Bowl    | Amsterdam Cats - Mönchengladbach Wolfpack Ladies | 0 - 18    |

## Palmarès
Squadra femminile
- 1 Queens Bowl: 2019